# Су Е
Пак Су Е (кор. 박수애, 朴秀愛, нар. 16 вересня 1979) більш відома як Су Е (кор. 수애) — південнокорейська акторка.

## Біографія
Пак Су Е народилася 16 вересня 1979 року у столиці Республіки Корея місті Сеул. Перед початком акторської кар'єри Су Е проходила шестимісячний тренінг щоб приєднатись до одного з дівочих музичних гуртів, але через слабкі вокальні дані так і не пройшла відбір, натомість вирішила стати акторкою. У 1999 році вона зіграла епізодичну роль у телесеріалі, але справжній початок акторської кар'єри стався у 2002 році коли вона отримала ролі в двох серіалах виробництва MBC. Першою роллю у кіно для акторки стала головна роль у фільмі «Родина» 2004 року, в якому вона зіграла дівчину зі складною долею. Вдало виконана роль в цьому фільмі принесла акторці численні нагороди. Роль у популярному історичному серіалі «Володар морів» підвищила популярність Су Е та зробила її впізнаваною за межами батьківщини.
У 2008 році Су Е зіграла головну роль у фільмі «Санні» в якому розповідалася історія звичайної домогосподарки яка стала співачкою щоб знайти свого чоловіка який воював у південнокорейському контингенті під час В'єтнамської війни. Режисер фільму намагався розповісти історію війни з жіночої точки зору, та висвітлити всі гуманітарні аспекти збройного конфлікту. Щоб вдало виконати задум режисера Су Е довелося прикласти всі сили та талант, старання акторки не пройшли даром та принесли її численні нагороди на кінофестивалях. У наступному році вона зіграла головну роль імператриці Мьонсонхванху у історичному фільмі «Мечник без імені». Виконання ролі ускладнювалося тим що зйомки фільму відбувалися спекотним літом, і Су Е доводилося весь час носити важкі перуки та багатошарові традиційні костюми.
У 2011 році вона отримала головну роль у серіалі «Обіцянка тисячі днів», вдало зіграна роль молодої дівчини яка поступово втрачає пам'ять через хворобу Альцгеймера, дуже вразила критиків і глядачів та зміцнила популярність Су Е як різнопланової акторки. У 2016 році вона зіграла головну роль у романтичному серіалі «Милий незнайомець і я», у серпні 2018 року відбулася прем'єра фільму «Вище суспільство» головну роль в якому зіграла Су Е.

## Фільмографія

### Телевізійні серіали
| Рік       | Назва                          | Роль                   | Мережа |
| --------- | ------------------------------ | ---------------------- | ------ |
| 1999      | «Школа» (2 сезон)              | Гостьова участь        | KBS1   |
| 2002      | «Однобічне кохання»            |                        | MBC    |
| 2002      | «Золота ера Маенг»             | Хьо Чу Йон             | MBC    |
| 2003      | «Любовний лист»                | Чо Ин Ха               | MBC    |
| 2003      | «Карусель»                     | Сонг Чін Кьо           | MBC    |
| 2004      | «Квітневий поцілунок»          | Сон Че Вон             | KBS2   |
| 2004      | «Володар морів»                | леді Чунхва            | KBS2   |
| 2007      | «Два аути в дев'ятому іннінгу» | Хон Нан Хї             | MBC    |
| 2010      | «Афіна: Богиня війни»          | Юн Хьо Ін              | SBS    |
| 2011      | «Обіцянка тисячі днів»         | Лі Со Йон              | SBS    |
| 2013      | «Король амбіцій»               | Чу Да Хе               | SBS    |
| 2015      | «Маска»                        | Бьон Чі Сук / Со Ин Ха | SBS    |
| 2016      | «Милий незнайомець і я»        | Хон Нарі               | KBS2   |
| 2021-2022 | «Штучне місто»                 | Юн Че Хї               | JTBC   |

### Фільми
| Рік  | Назва               | Роль                                           |
| ---- | ------------------- | ---------------------------------------------- |
| 2004 | «Родина»            | Лі Чон Ин                                      |
| 2005 | «Весільна кампанія» | Кім Лара                                       |
| 2006 | «Одного разу літом» | Со Чон Ін                                      |
| 2008 | «Санні»             | Сун Ї / Санні                                  |
| 2009 | «Мечник без імені»  | Мін Ча Йон, майбутня Імператриця Мьонсонхванху |
| 2010 | «Midnight FM»       | Ко Сан Йон                                     |
| 2013 | «Грип»              | Кім Ін Хе                                      |
| 2016 | «Вимкни 2»          | Чі Вон                                         |
| 2018 | «Вище суспільство»  | О Суйон                                        |

## Нагороди
| Рік  | Нагорода                                                | Категорія                                                   | Робота                      | Результат | Прим.  |
| ---- | ------------------------------------------------------- | ----------------------------------------------------------- | --------------------------- | --------- | ------ |
| 2003 | Премія MBC драма                                        | Краща нова акторка                                          | «Любовний лист», «Карусель» | Перемога  | [ 10 ] |
| 2004 | 25-та Кінопремія Блакитний дракон                       | Краща нова акторка                                          | «Родина»                    | Перемога  | [ 11 ] |
| 2004 | 3-тя Корейська кінопремія                               | Краща нова акторка                                          | «Родина»                    | Перемога  | [ 12 ] |
| 2004 | 7-а Режисерська премія                                  | Краща нова акторка                                          | «Родина»                    | Перемога  |        |
| 2004 | Премія Cine 21                                          | Краща нова акторка                                          | «Родина»                    | Перемога  |        |
| 2005 | 2-а Премія Max Movie                                    | Краща акторка                                               | «Родина»                    | Перемога  | [ 13 ] |
| 2005 | 41-а Премія мистецтв Пексан                             | Краща нова кіноакторка                                      | «Родина»                    | Перемога  | [ 14 ] |
| 2005 | 42-га Премія Великий дзвін                              | Краща нова акторка                                          | «Родина»                    | Номінація |        |
| 2005 | Премія KBS драма                                        | Краща пара (разом з Сон Іль Гуком)                          | «Володар морів»             | Перемога  | [ 15 ] |
| 2005 | Премія KBS драма                                        | Нагорода за майстерність                                    | «Володар морів»             | Перемога  | [ 16 ] |
| 2006 | 2-та Премія Висхідна зірка журналу Premiere             | Краща акторка                                               | «Весільна кампанія»         | Номінація |        |
| 2007 | 15-та Премія Chunsa Film Art                            | Краща акторка                                               | «Одного разу літом»         | Номінація |        |
| 2007 | Фестиваль корейської телереклами                        | Краща пара (разом з Чан Дон Гоном)                          | Maxim CF                    | Перемога  | [ 17 ] |
| 2008 | 4-та Премія Висхідна зірка журналу Premiere             | Краща акторка                                               | «Санні»                     | Перемога  | [ 18 ] |
| 2008 | 17-та Кінопремія Буїль                                  | Краща акторка                                               | «Санні»                     | Перемога  | [ 19 ] |
| 2008 | 28-ма Премія Корейської асоціації кінокритиків          | Краща акторка                                               | «Санні»                     | Перемога  | [ 20 ] |
| 2008 | 28-ма Премія Корейської ради мистецтв                   | Кращий артист року у кіно                                   | «Санні»                     | Перемога  | [ 21 ] |
| 2008 | 31-ша Премія Золотий кінематограф                       | Найпопулярніша акторка                                      | «Санні»                     | Перемога  | [ 22 ] |
| 2008 | 29-та Кінопремія Блакитний дракон                       | Краща акторка                                               | «Санні»                     | Номінація |        |
| 2009 | 45-та Премія мистецтв Пексан                            | Краща кіноакторка                                           | «Санні»                     | Номінація |        |
| 2009 | 46-та Премія Великий дзвін                              | Краща акторка                                               | «Санні»                     | Перемога  | [ 23 ] |
| 2009 | 17-та Премія Корейської культури та розваг              | Краща акторка у кіно                                        | «Санні»                     | Перемога  | [ 24 ] |
| 2010 | 47th Savings Day                                        | Подяка від прем'єр-міністру                                 |                             | Перемога  | [ 25 ] |
| 2010 | 31-ша Премія Блакитний дракон                           | Краща акторка                                               | «Midnight FM»               | Перемога  | [ 26 ] |
| 2010 | 6-й Корейський фестиваль університетського кіно         | Краща акторка                                               | «Midnight FM»               | Перемога  | [ 27 ] |
| 2011 | 8-ма Премія Max Movie                                   | Краща акторка                                               | «Midnight FM»               | Номінація |        |
| 2011 | 47-а Премія мистецтв Пексан                             | Краща кіноакторка                                           | «Midnight FM»               | Номінація |        |
| 2011 | 15-й Міжнародний фестиваль фантастичного кіно у Пучхоні | Акторська нагорода                                          |                             | Перемога  | [ 28 ] |
| 2011 | 27-та Премія Korea Best Dresser Swan                    | Найкраще одегнена кіноакторка                               |                             | Перемога  | [ 29 ] |
| 2011 | 19-та Премія SBS драма                                  | Топ-10 зірок                                                | «Обіцянка тисячі днів»      | Перемога  | [ 30 ] |
| 2011 | 19-та Премія SBS драма                                  | Нагорода за майстерність (акторки спеціальної драми)        | «Афіна: Богиня війни»       | Номінація | [ 30 ] |
| 2011 | 19-та Премія SBS драма                                  | Нагорода за високу майстерність (акторки спеціальної драми) | «Обіцянка тисячі днів»      | Перемога  | [ 30 ] |
| 2012 | 48-ма Премія мистецтв Пексан                            | Краща акторка телебачення                                   | «Обіцянка тисячі днів»      | Номінація |        |
| 2012 | 5-та Премія корейської драми                            | Нагорода за високу майстерність (акторки)                   | «Обіцянка тисячі днів»      | Номінація |        |
| 2013 | 7-ма Премія Mnet 20's Choice                            | 20-ка Зірок драми (жінки)                                   | «Король амбіцій»            | Номінація |        |
| 2013 | 8-а Сеульська міжнародна премія драми                   | Видатна акторка корейської драми                            | «Король амбіцій»            | Номінація |        |
| 2013 | 6-та Премія корейської драми                            | Нагорода за майстерність (акторки)                          | «Король амбіцій»            | Номінація |        |
| 2013 | 2-га Премія «Зірок МААТР»                               | Нагорода за високу майстерність (акторки)                   | «Король амбіцій»            | Номінація |        |
| 2013 | 21-ша Премія SBS драма                                  | Нагорода за високу майстерність (акторки спеціальної драми) | «Король амбіцій»            | Номінація |        |
| 2015 | 4-та Премія «Зірок МААТР»                               | Нагорода за високу майстерність (акторки мінісеріалу)       | «Маска»                     | Номінація |        |
| 2015 | 28-ма Премія Grimae                                     | Краща акторка                                               | «Маска»                     | Перемога  | [ 31 ] |
| 2016 | Премія KBS драма                                        | Нагорода за майстерність (акторки мінісеріалу)              | «Милий незнайомець і я»     | Номінація |        |
| 2017 | 1-а Корейська премія асоціації сценаристів              | Краща акторка                                               | «Вимкни 2»                  | Перемога  | [ 32 ] |
| 2018 | Премія Краща зірка Кореї                                | Краща акторка                                               | «Вище суспільство»          | Перемога  | [ 33 ] |